# Worstward Ho
Worstward Ho è una novella di Samuel Beckett scritta in inglese e pubblicata da John Calder nel 1983 (poi inclusa nella raccolta Nohow On del 1989, insieme a Company e Ill Seen Ill Said). In italiano è stata tradotta, lasciandole il titolo originale, da Roberto Mussapi per Jaca Book nel 1986. Gabriele Frasca, in una nuova traduzione per Einaudi (inclusa nel volume In nessun modo ancora, 2008) ha preferito darle il titolo di Peggio tutta. Si tratta della parodia di un grido dei timonieri tassisti del Tamigi (così come nel romanzo Westward Ho! di Charles Kingsley, a cui Beckett pare riferirsi) che significa "a destra!", con sostituzione della e con or, per ripresa della parola "worst" (appunto: "peggio"). La traduzione francese di Édith Fournier porta il titolo Cap au pire.

## Edizioni
- Samuel Beckett, Worstward Ho, Calder, London, 1983.
- id., Compagnia e Worstward Ho, trad. Roberto Mussapi, Collana Letteraria, Jaca Book, Milano, 1986, ISBN 978-88-16-50033-4.
- id., Peggio tutta, trad. Gabriele Frasca, in In nessun modo ancora, Collana Letture, Einaudi, Torino, 2008, ISBN 978-88-06-19140-5.